# Umberto Cipollone
Umberto Cipollone (Lanciano, 20 novembre 1883 – 17 gennaio 1961) è stato un avvocato e politico italiano.
Nel novembre del 1924 aderì all'Unione Nazionale di Giovanni Amendola.
Massone, fu gran maestro del Grande Oriente d'Italia in più occasioni. Dapprima fece parte del comitato di maestranza che resse l'istituzione tra il 10 giugno 1944 ed il 1945; succedette in seguito a Guido Laj, divenendo gran maestro pro tempore nel 1949, dopo la morte dello stesso Laj e prima dell'elezione di Ugo Lenzi.
Venne eletto gran maestro il 30 novembre 1957, e rimase in carica fino al 28 maggio 1960. Dal  1944 al 1945 fu reggente sovrano gran commendatore del supremo consiglio d'Italia del rito scozzese antico ed accettato.